# Assodé
Assodé est une ancienne ville au centre de l'Aïr au Niger. La ville est fondée vers 880 par le chef du clan des Isandalen, un clan touareg. Elle semble avoir été la première capitale des touaregs de l'Aïr avant qu'elle soit abandonnée pour Agadez plus au sud au XVIIIe siècle. En 1917, l'anastafidet des iγollan, déménage vers Agadez et la ville est abandonnée.
Une légende d'un châtiment divin lui est associée expliquant ainsi son abandon par une malédiction, reproduisant le thème de Sodome et Gomorrhe. Plus prosaïquement, l'expansion vers le sud des Touaregs et leur prise de contrôle progressive de zones sahéliennes par des razzias successives mais aussi une meilleure connexion avec les routes caravanières qui relient les villes de Tombouctou et Gao et la zone de cure salée de l'Azawak à l'ouest des salines de Bilma et des routes vers la Libye à l'Est qui expliquerait ce transfert. Les ruines de la ville, en pierre volcanique, sont toujours visibles, dont les restes d'une mosquée rectangulaire d'une trentaine de mètres de longueur.